# Chiroderma trinitatum
Chiroderma trinitatum é uma espécie de morcego da família Phyllostomidae. Pode ser encontrada na Colômbia, Venezuela, Guiana, Suriname, Guiana Francesa, Brasil, Equador, Peru, Bolívia e Trinidad e Tobago. A subespécie Chiroderma trinitatum gorgasi, distribuída a oeste da Cordilheira dos Andes, foi recentemente elevada a espécie com base em dados moleculares e morfológicos.

## Taxonomia e etimologia
O holótipo de C. trinitatum foi coletado em uma caverna bem iluminada, em Cumaca, na ilha de Trindade. O epíteto trinitatum se refere a sua localidade-tipo, na ilha de Trindade. Em 1960, Handley descreveu a espécie Chiroderma gorgasi para o Panamá, que em 1965 foi considerada uma subespécie de C. trinitatum por Barriga-Bonilla.
Em 2020, utilizando sequências de genes mitocondriais, Lim e colaboradores descobriram que os Chiroderma pequenos do Panamá eram o grupo-irmão de um clado formado por Chiroderma doriae e C. trinitatum. Portanto, a espécie C. trinitatum tornou-se restrita à América do Sul cis-Andina, enquanto C. gorgasi ocorreria na América Central e América do Sul trans-Andina.

## Distribuição
Esta espécie pode ser encontrada em toda região Amazônica, desde a Colômbia e Venezuela até o norte da Bolívia e Brasil. Os registros são de florestas tropicais úmidas, ocorrendo desde cerca de 20 metros acima do nível do mar até cerca de 1.000 metros, na vertente leste dos Andes.